# Sheila Jackson
Sheila A. Jackson (11 de noviembre de 1957) es una jugadora de ajedrez inglesa que ostenta el título de Gran Maestra desde 1988.Ha ganado cuatro veces el Campeonato Británico de Ajedrez Femenino (1975, 1978, 1980, 1981). 

## Biografía
Sheila Jackson ha participado en muchos campeonatos británicos de ajedrez femenino. 
En 1970, ganó el Campeonato Británico Juvenil de Ajedrez en el grupo de edad U14, y en 1971 repitió este éxito en el grupo de edad U18. También ha ganado el Campeonato Británico de Ajedrez Femenino cuatro veces en 1975, en 1978, en 1980 y en 1981 y quedó segunda una vez tras perder en un partido adicional.En las Olimpíadas de Ajedrez Femenino participó 10 veces logrando el mayor éxito en 1976 en Haifa donde los ajedrecistas ingleses se hicieron con la medalla de plata, que recibió por el resultado individual en la segunda tabla durante los Juegos Olímpicos de Lucerna en 1982:
En 1991, participó por primera vez en su carrera en Torneo Interzona del Campeonato Mundial Femenino de Ajedrez, ronda de clasificación para el campeonato mundial, en Subotica, en el que ocupó el puesto 31 entre 35 jugadores.
En 1992 representó a Inglaterra en el primer campeonato europeo por equipos celebrado en Debrecen.Desde el año 2000, rara vez participa en torneos de ajedrez.

### Olimpíadas de Ajedrez Femenino
Participó diez veces entre 1974 y 1992:
- En 1974, en el primer tablero de reserva de la VI Olimpiada de Ajedrez (femenino) en Medellín (+2, =2, -5),
- En 1976, en el segundo tablero de la Séptima Olimpiada de Ajedrez (femenino) en Haifa (+5, =2, -2) y ganó la medalla de plata por equipos,
- En 1978, en el segundo tablero de la VIII Olimpiada de Ajedrez (femenina) en Buenos Aires (+5, =3, -4),
- En 1980, en el segundo tablero de la 9ª Olimpiada de Ajedrez (femenina) en La Valeta (+5, =4, -3),
- En 1982, en el segundo tablero de la 10ª Olimpiada de Ajedrez (femenina) en Lucerna (+7, =3, -2) y ganó la medalla de plata individual,
- En 1984, en el segundo tablero de la 26ª Olimpiada de Ajedrez (femenina) en Salónica (+5, =7, -2),
- En 1986, en el segundo tablero de la 27ª Olimpiada de Ajedrez (mujeres) en Dubai (+6, =2, -4),
- En 1988, en el tercer tablero de la 28ª Olimpiada de Ajedrez (femenina) en Salónica (+6, =2, -3),
- En 1990, en el tercer tablero de la 29ª Olimpiada de Ajedrez (femenina) en Novi Sad (+5, =4, -3),
- En 1992, en el tercer tablero de la 30ª Olimpiada de Ajedrez (mujeres) en Manila (+3, =6, -2).

### Campeonato Europeo de Ajedrez por Equipos
Jugando para Inglaterra participó: 
- En 1976 en la competición por equipos ganando una medalla de plata.
- En 1982, en la competición individual ganó una medalla de plata.

- En 1992, en el segundo tablero del 1er Campeonato Europeo de Ajedrez por Equipos (femenino) en Debrecen (+0, =3, -1).

## Premios y reconocimientos
- En 1981,recibió el título de Maestra Internacional Femenina (WIM) de la FIDE
- En 1988,siete años después, recibió el título de Gran Maestra Femenina (WGM) de la FIDE.
- Logró la clasificación más alta de su carrera el 1 de enero de 1987,con una puntuación de 2295 puntos, estaba a 36-39 de diferencia.
- Ocupa el cuarto lugar entre las ajedrecistas inglesas en la lista mundial de la Federación Internacional de Ajedrez.[6]